# Abd as-Sattar Sharif
Abd as-Sattar Tahir Sharif, seltener auch Abdul Sattar Tahir Sharif (* 1933 in Kirkuk, Irak; † 5. März 2008, ebenda) war ein kurdischer Politiker im Irak.

Flagge der Kurdischen Revolutionären Partei, deren Generalsekretär Sharif war

Sharif wurde 1955 Lehrer und trat 1958 der Demokratischen Partei Kurdistans bei. Innerhalb der DPK zählte er zur Ahmed/Talabani-Fraktion, die seit 1964 in der Frage von Verhandlungen mit der Bagdader Zentralregierung mit dem DPK-Vorsitzenden Mustafa Barzani zerstritten war. Die Ahmed/Talabani-Fraktion wählte Sharif 1969 in ihr eigenes rivalisierendes Politbüro und er wurde Vorsteher des Gebietes von Koya.
Seit 1970 sprach sich Sharif für eine Zusammenarbeit mit der irakischen Regierung aus und bekleidete seit 1974 im Rahmen der Nationalen Progressiven Front verschiedene Ministerposten in Bagdad. Im April 1974 wurde er zunächst Minister für Arbeit und Wohnungswesen, im Februar 1975 dann Minister für Kommunalangelegenheiten und 1976 dann Minister für Transportwesen. 1977 wurde er zunächst entlassen.
Seit 1976 war Sharif Generalsekretär der aus der Ahmed/Talabani-Fraktion hervorgegangenen Kurdischen Revolutionären Partei. Diese von ihm gegründete Partei blieb innerhalb der Front und innerhalb des von der Baath-Partei dominierten Irak weitgehend einflusslos. 1984 scheiterte Sharif daran, sich in die Nationalversammlung wählen zu lassen, wurde aber wieder Staatsminister in Bagdad.
Sharif verließ 1999 den Irak und ging ins Exil. Neuer Generalsekretär der Kurdischen Revolutionären Partei wurde sein Stellvertreter Ibrahim Tahir Salam. Nach dem Sturz des Baath-Regimes kehrte Sharif in den Irak zurück und fand eine Anstellung an der Universität in Kirkuk, wurde dort jedoch 2008 von Unbekannten erschossen.